# 레이스 (계급)
레이스(튀르키예어: Reis)는 터키에서 사용되는 해군 계급이다. 대략 1개 군함의 함장급, 육군의 대령급에 해당한다.
오스만 제국 시절에는 "레이스"라는 말이 해군 고관에게 작위명처럼 사용되기도 했다. 그런 사례로는 피리 레이스, 투르구트 레이스, 울루치 알리 레이스, 세이디 알리 레이스 등이 있다. 함대를 이끄는 제독은 레이스 파샤(Reis Pasha), 오스만 해군의 총사령관인 대제독은 카푸단 파샤라고 했다.